# فالنسيا، سانتا كلاريتا، كاليفورنيا
فالنسيا (بالإنجليزية: Valencia)‏، هي حي سكني تابع لمدينة سانتا كلاريتا الأمريكية، تبلغ عدد سكان البلدة حوالي 61,327 نسمة.

## أعلام
- بول ووكر
- باز وارن
- نورمان أبوت
- تمارة ويتمر
- جون غارلاند
- أنطوني إيرفين
- مايك مونتجومري
- مارلي جافي
- إد لوف